# Pisni zgodovinski viri
Pisni zgodovinski viri so značilni za zadnjih 5.000 let, saj je bil izpolnjen pogoj zanje - nastanek pisave.
Med pisne zgodovisne vire spadajo:
- listine ali diplome,
- rokopisne knjige ali kodeksi,
- urbarji,
- pogodbe,
- upravni akti,
- oporoke,
- krstne/rojstne, poročne in mrliške knjige,
- mestni statuti,
- biografije,
- anali, ...

Materiali, na katere so ti napisani, so različni:
- kamen,
- zidovi grobnic in svetišč,
- glinaste in povoščene ploščice, in črepinje (ostrahoni),
- pergament,
- papirus,
- papir, ...